# Liège-Bastogne-Liège 1995
La 81e édition de Liège-Bastogne-Liège a eu lieu le dimanche 16 avril 1995, entre Liège et Ans. Elle a été remportée par le Suisse Mauro Gianetti devant les Italiens Gianni Bugno et Michele Bartoli.
La course disputée sur un parcours de 261,5 kilomètres est l'une des manches de la Coupe du monde de cyclisme sur route 1995.

## Classement
| #  | Coureur              | Équipe                        |    | Temps           |
| -- | -------------------- | ----------------------------- | -- | --------------- |
| 1  | Mauro Gianetti       | Polti-Granarolo-Santini       | en | 6 h 38 min 25 s |
| 2  | Gianni Bugno         | MG Maglificio-Technogym       | +  | 15 s            |
| 3  | Michele Bartoli      | Mercatone Uno-Saeco-Magniflex |    | 15 s            |
| 4  | Laurent Jalabert     | Once                          |    | 15 s            |
| 5  | Francesco Casagrande | Mercatone Uno-Saeco-Magniflex |    | 1 min 24 s      |
| 6  | Lance Armstrong      | Motorola Cycling Team         |    | 3 min 04 s      |
| 7  | Claudio Chiappucci   | Carrera-Tassoni               |    | 4 min 45 s      |
| 8  | Rolf Sørensen        | MG Maglificio-Technogym       |    | 4 min 45 s      |
| 9  | Heinz Imboden        | Refin-Mobilvetta              |    | 4 min 45 s      |
| 10 | Maarten den Bakker   | TVM-Polis Direct              |    | 10 min 10 s     |